# Wildwood (Kentucky)
Wildwood ist eine Home-Rule-Stadt im Jefferson County im US-Bundesstaat Kentucky. Beim Zensus 2010 hatte sie 261 Einwohner.

## Daten
Die Postleitzahl der Stadt ist 40223. In Wildwood sind 111 Haushalte beheimatet, von denen 25,2 % Kinder unter 18 Jahren beherbergten, 58,6 % waren verheiratete, zusammenlebende Paare, 8,1 % hatten einen weiblichen Haushaltsvorstand ohne Ehemann und 32,4 % waren keine Familien. 28,8 % aller Haushalte bestanden aus Einzelpersonen und in 15,3 % lebte jemand allein, der 65 Jahre oder älter war. Die durchschnittliche Haushaltsgröße betrug 2,23 und die durchschnittliche Familiengröße 2,72 Personen. In der Stadt verteilte sich die Bevölkerung auf 18,6 % unter 18 Jahren, 4,5 % zwischen 18 und 24 Jahren, 18,6 % zwischen 25 und 44 Jahren, 28,7 % zwischen 45 und 64 Jahren und 29,6 % waren 65 Jahre oder älter. Das Durchschnittsalter betrug 49 Jahre. Auf 100 Frauen kamen 80,3 Männer. Auf 100 Frauen ab 18 Jahren kamen 73,3 Männer.
Das mittlere Einkommen eines Haushalts in der Stadt betrug 61.250 USD, das mittlere Einkommen einer Familie 75.484 USD.